# Ломоносове (Городнянський район)
Ломоносове — колишнє селище в Україні, Городнянському районі Чернігівської області. Підпорядковувалось Андріївській сільській раді.
Розташовувалося за 500 м на південний схід від Андріївки, на висоті бл.160 м над рівнем моря.
Складалося з єдиної вулиці без твердого покриття довжиною бл.350 м. Суцільної забудови не було, окремі садиби розташовувалися у різних частинах вулиці.
Виникло не раніше 1-ї третини 20 ст.
Станом на 1985 рік у селищі мешкало 10 осіб. 27 серпня 2005 року Чернігівська обласна рада зняла село з обліку, оскільки в ньому ніхто не проживає.
Сьогодні північна частина колишнього села заростає гаєм, південна поступово перетворюється на поля.